# Curtis Blaydes
Curtis Blaydes (Chicago, 18 de fevereiro de 1991) é um lutador de artes marciais mistas (MMA) norte-americano, que atualmente compete na divisão peso-pesado do Ultimate Fighting Championship. Lutador profissional desde 2014, ele também já competiu no RFA.

## Background
Blaydes nasceu em Naperville, Illinois, mas foi criado em Chicago, juntamente com seus outros quatro irmãos. Ele começou a lutar wrestling no Instituto De La Salle, ganhando um título estadual em seu último ano no colégio, e compilou um cartel invicto de 44-0 na modalidade. Durante seus quatro anos no esporte, Blaydes compilou um cartel de 95-18, aplicando 121 quedas no total (um recorde na escola). Blaydes também jogou futebol na De La Salle, atuando como um ponta defensivo. Mais tarde, ele obteve uma bolsa de estudos completa de wrestling na Northern Illinois University, onde, apesar de obter 19-2 como um calouro redshirt, acabou sendo transferido para o Harper College. Em Harper, Blaydes ganhou o Campeonato Nacional NJCAA, tendo dois anos de redshirt. Depois que ele começou a lutar no MMA amador, Blaydes deixou a escola para se concentrar em uma carreira no MMA.

## Carreira no MMA

### Início de carreira
Blaydes compilou um cartel amador de 8-0 antes de se tornar profissional, em 2014. Ele fez 5-0 no MMA profissional, com todas as vitórias via TKO, e foi contratado pelo UFC.

### Ultimate Fighting Championship
Blaydes fez sua estreia na promoção contra Francis Ngannou, em 10 de abril de 2016, no UFC Fight Night: Rothwell vs. dos Santos. Ele perdeu a luta por TKO, ao término do segundo round, devido à interrupção médica.
Blaydes enfrentou Cody East, em 1 de outubro de 2016, no UFC Fight Night 96. Ele ganhou a luta por TKO no segundo round, ganhando o seu primeiro prêmio de Performance da Noite no UFC.
Blaydes enfrentou Adam Milstead, em 4 de fevereiro de 2017, no UFC Fight Night: Bermudez vs. Korean Zombie. Depois de dominar a luta durante o primeiro round, Blaydes venceu a luta por TKO, após Milstead sofrer uma lesão no joelho. Posteriormente, o resultado foi alterado para Sem Resultado, depois que Blaydes testou positivo para maconha.
Blaydes enfrentou Daniel Omielańczuk, no dia 8 de julho de 2017, no UFC 213. Ele ganhou a luta por decisão unânime.

## Campeonatos e realizações

### Artes marciais mistas
- Ultimate Fighting Championship
  - Performance da Noite (duas vezes) vs. Cody East e Alistair Overeem

## Cartel no MMA
| Cartel no MMA   |             |            |
| 21 lutas        | 17 vitórias | 3 derrotas |
| Por nocaute     | 12          | 3          |
| Por finalização | 0           | 0          |
| Por decisão     | 5           | 0          |
| No contest      | 1           | 1          |

| Res.    | Cartel   | Oponente              | Método                               | Evento                                      | Data       | Round | Tempo | Local                      | Notas |
| ------- | -------- | --------------------- | ------------------------------------ | ------------------------------------------- | ---------- | ----- | ----- | -------------------------- | --- |
| Derrota | 18-5 (1) | Tom Aspinall          | Nocaute Técnico (socos)              | UFC 304: Edwards vs. Muhammad 2             | 27/07/2024 | 1     | 1:00  | Manchester                 | Pelo Cinturão Peso Pesado Interino do UFC.                                                                       |
| Vitória | 18-4 (1) | Jailton Almeida       | Nocaute (socos)                      | UFC 299: O'Malley vs. Vera 2                | 09/03/2024 | 2     | 0:36  | Miami, Flórida             | Performance da Noite.                                                                                            |
| Derrota | 17-4 (1) | Sergei Pavlovich      | Nocaute Técnico (socos)              | UFC Fight Night: Pavlovich vs. Blaydes      | 22/04/2023 | 1     | 3:08  | Las Vegas, Nevada          | |
| Vitória | 17-3 (1) | Tom Aspinall          | Nocaute Técnico (lesão)              | UFC Fight Night: Blaydes vs. Aspinall       | 23/07/2022 | 1     | 0:15  | Londres                    | |
| Vitória | 16-3 (1) | Chris Daukaus         | Nocaute Técnico (socos)              | UFC on ESPN: Blaydes vs. Daukaus            | 26/03/2022 | 2     | 0:17  | Columbus, Ohio             | Performance da Noite.                                                                                            |
| Vitória | 15-3 (1) | Jairzinho Rozenstruik | Decisão (unânime)                    | UFC 266: Volkanovski vs. Ortega             | 25/09/2021 | 3     | 5:00  | Las Vegas, Nevada          | |
| Derrota | 14-3 (1) | Derrick Lewis         | Nocaute (soco)                       | UFC Fight Night: Blaydes vs. Lewis          | 20/02/2021 | 2     | 1:26  | Las Vegas, Nevada          | |
| Vitória | 14-2 (1) | Alexander Volkov      | Decisão (unânime)                    | UFC on ESPN: Blaydes vs. Volkov             | 20/06/2020 | 5     | 5:00  | Las Vegas, Nevada          | Quebrou o recorde de quedas efetuadas numa luta nos Pesados (13).                                                |
| Vitória | 13-2 (1) | Júnior dos Santos     | Nocaute Técnico (socos)              | UFC Fight Night: Blaydes vs. dos Santos     | 25/01/2020 | 2     | 1:06  | Raleigh, Carolina do Norte | |
| Vitória | 12-2 (1) | Shamil Abdurakhimov   | Nocaute Técnico (cotovelada e socos) | UFC 242: Khabib vs. Poirier                 | 07/09/2019 | 2     | 2:22  | Abu Dhabi                  | |
| Vitória | 11-2 (1) | Justin Willis         | Decisão (unânime)                    | UFC Fight Night: Thompson vs. Pettis        | 23/03/2019 | 3     | 5:00  | Nashville, Tennessee       | |
| Derrota | 10-2 (1) | Francis Ngannou       | Nocaute Técnico (socos)              | UFC Fight Night: Blaydes vs. Ngannou II     | 24/11/2018 | 1     | 0:45  | Pequim                     | |
| Vitória | 10-1 (1) | Alistair Overeem      | Nocaute Técnico (cotoveladas)        | UFC 225: Whittaker vs. Romero II            | 09/06/2018 | 3     | 2:56  | Chicago, Illinois          | Performance da Noite.                                                                                            |
| Vitória | 9-1 (1)  | Mark Hunt             | Decisão (unânime)                    | UFC 221: Romero vs. Rockhold                | 10/02/2018 | 3     | 5:00  | Perth                      | |
| Vitória | 8-1 (1)  | Oleksiy Oliynyk       | Nocaute Técnico (interrupção médica) | UFC 217: Bisping vs. St.Pierre              | 04/11/2017 | 2     | 1:56  | Nova Iorque, Nova Iorque   | |
| Vitória | 7-1 (1)  | Daniel Omielańczuk    | Decisão (unânime)                    | UFC 213: Romero vs. Whittaker               | 08/07/2017 | 3     | 5:00  | Las Vegas, Nevada          | |
| NC      | 6-1 (1)  | Adam Milstead         | Sem Resultado                        | UFC Fight Night: Bermudez vs. Korean Zombie | 04/02/2017 | 2     | 0:59  | Houston, Texas             | Originalmente, vitória de Blaydes por TKO (lesão no joelho). Mudado depois que ele testou positivo para maconha. |
| Vitória | 6-1      | Cody East             | Nocaute Técnico (cotoveladas)        | UFC Fight Night: Lineker vs. Dodson         | 01/10/2016 | 2     | 2:02  | Portland, Oregon           | Performance da Noite.                                                                                            |
| Derrota | 5-1      | Francis Ngannou       | Nocaute Técnico (interrupção médica) | UFC Fight Night: Rothwell vs. dos Santos    | 10/04/2016 | 2     | 5:00  | Zagreb                     | Estreia no UFC.                                                                                                  |
| Vitória | 5-0      | Luis Cortez           | Nocaute Técnico (socos)              | RFA 35: Moises vs. Castillo                 | 19/02/2016 | 3     | 0:41  | Orem, Utah                 | |
| Vitória | 4-0      | Allen Crowder         | Nocaute Técnico (socos)              | RDMMA: Battle in the South 10               | 10/04/2015 | 2     | N/A   | Wilmington, North Carolina | |
| Vitória | 3-0      | Brad Faylor           | Nocaute Técnico (socos)              | SCS 23: Redemption                          | 05/11/2014 | 2     | 0:45  | Hinton, Oklahoma           | |
| Vitória | 2-0      | William Baptiste      | Nocaute Técnico (socos)              | XFO 53                                      | 11/10/2014 | 1     | 2:14  | Chicago, Illinois          | |
| Vitória | 1-0      | Lorenzo Hood          | Nocaute Técnico (interrupção médica) | XFO 51                                      | 31/05/2014 | 1     | 1:42  | Chicago, Illinois          | |